# L'amour ne s'achète pas
L'amour ne s'achète pas (France) ou Le monde aime mieux Montgomery Burns (Québec) (Monty Can't Buy Me Love) est le 21e épisode de la saison 10 de la série télévisée d'animation Les Simpson.

## Synopsis
Marge en a assez de voir sa famille avachie devant la télé. Elle décide alors de les emmener se promener. Ils découvrent alors un grand centre commercial appartenant à Arthur Fortune. Ce dernier, qui est présent, distribue de l'argent aux clients. Il devient apprécié du public, au détriment de M. Burns devenant jaloux. Ce dernier fait alors tout pour qu'on l'aime.